# مرمر نماهای الگین
نقش برجسته های مرمرین الگین (انگلیسی: Elgin Marbles) همچنین شناخته شده با عنوان دیگر یعنی نقش برجسته های مرمرین پارتنون، مجموعه‌ای از آثار هنر یونان کلاسیک از مجسمه‌های سنگ مرمر است، اصل اینها به صورت کتیبه و قطعات معماری است که بخش اصلی معبد پارتنون و ساختمان‌های دیگر آکروپولیس آتن را تشکیل می‌دادند، این آثار هنری توسط شهروندان آتن و تحت نظارت معمار و مجسمه‌ساز مشهور، فیدیاس و دستیاران وی ساخته شدند.
در سال ۱۸۰۱، توماس بروس هفتمین ارل الگین، اجازه‌نامهٔ بحث‌برانگیزی را از باب عالی یونان عثمانی (یونان در آن زمان تحت حاکمیت عثمانی بود) در رابطه با انتقال آنها بدست آورد، از سال ۱۸۰۱ تا ۱۸۱۲ عوامل الگین اقدام به انتقال نیمی از مجسمه‌های باقی مانده از پارتنون و همچنین پیش‌دروازه موسوم به اریچتیون نمودند. مرمرها از طریق کشتی و دریا به انگلستان منتقل شدند، در بریتانیای آن زمان دست‌یابی به این گنجینهٔ فاخر توسط برخی حمایت شده بود، در حالی که دیگران همانند لرد بایرون اقدامات الگین را عمل بارز خرابکاری و وندالیسم تشخیص دادند و تقبیح کردند و این اعمال را به غارت تشبیه نمودند.
یونان پس از استقلال از امپراتوری عثمانی در ۱۸۳۲، انتقال مرمرهای الگین به بریتانیا را محکوم کرد و بارها خواستار استرداد آن‌ها شده‌است. در سال ۲۰۱۴, یونسکو پیشنهاد کرد که بین یونان و بریتانیا حاکم شود، ولی موزهٔ بریتانیا این پیشنهاد را رد کرد.
در سال ۲۰۱۸، رهبر حزب کارگر بریتانیا جرمی کوربین بیان کرد که در صورت نخست‌وزیر شدن این آثار را به یونان پس می‌دهد.

## نگارخانه

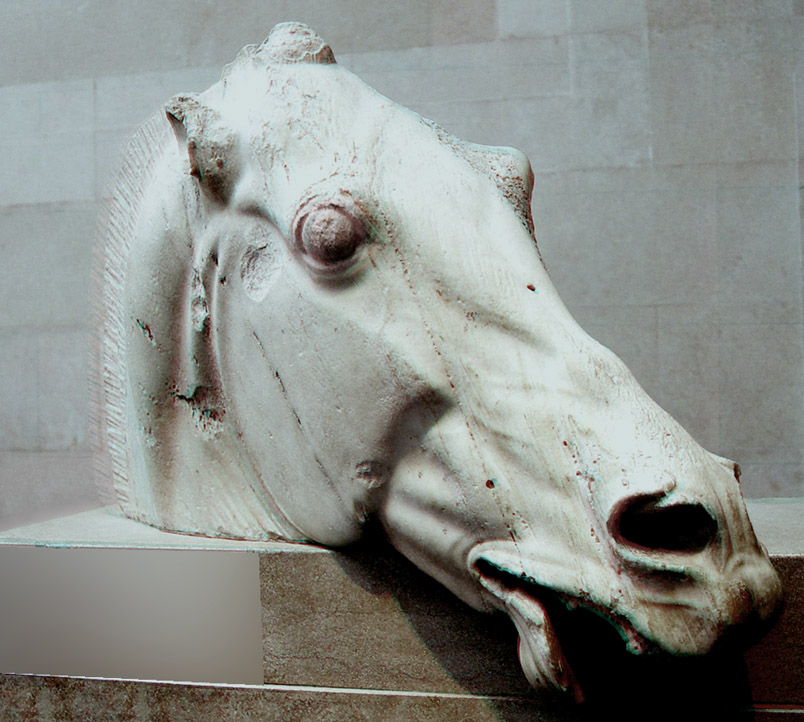
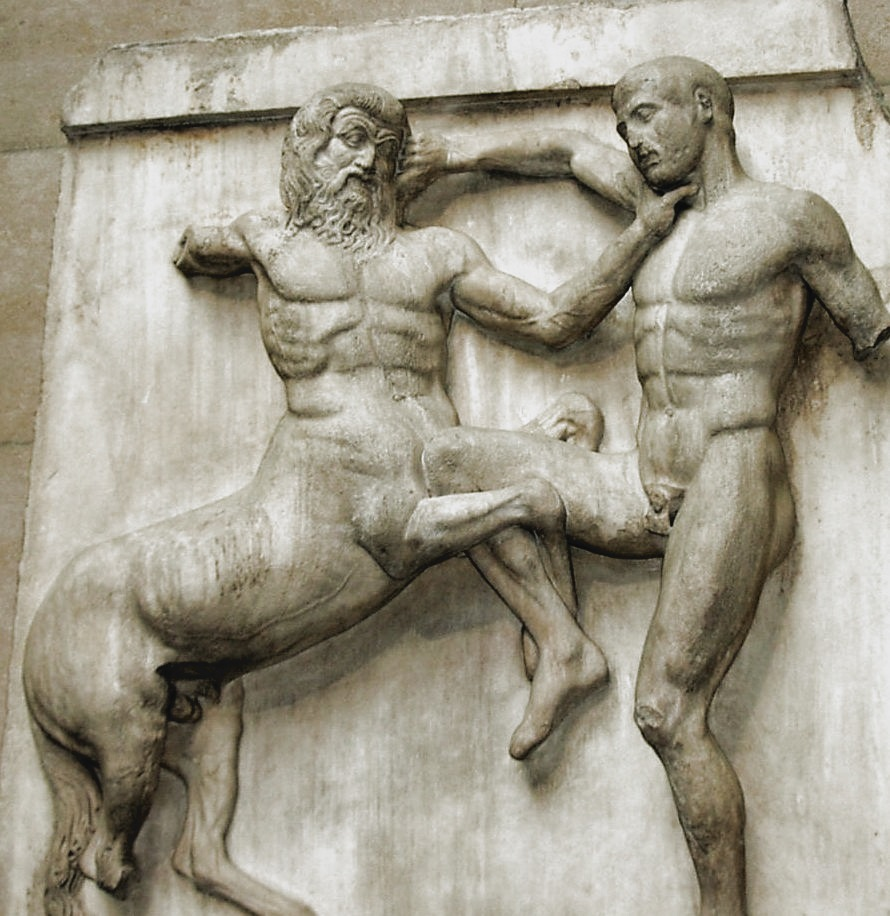
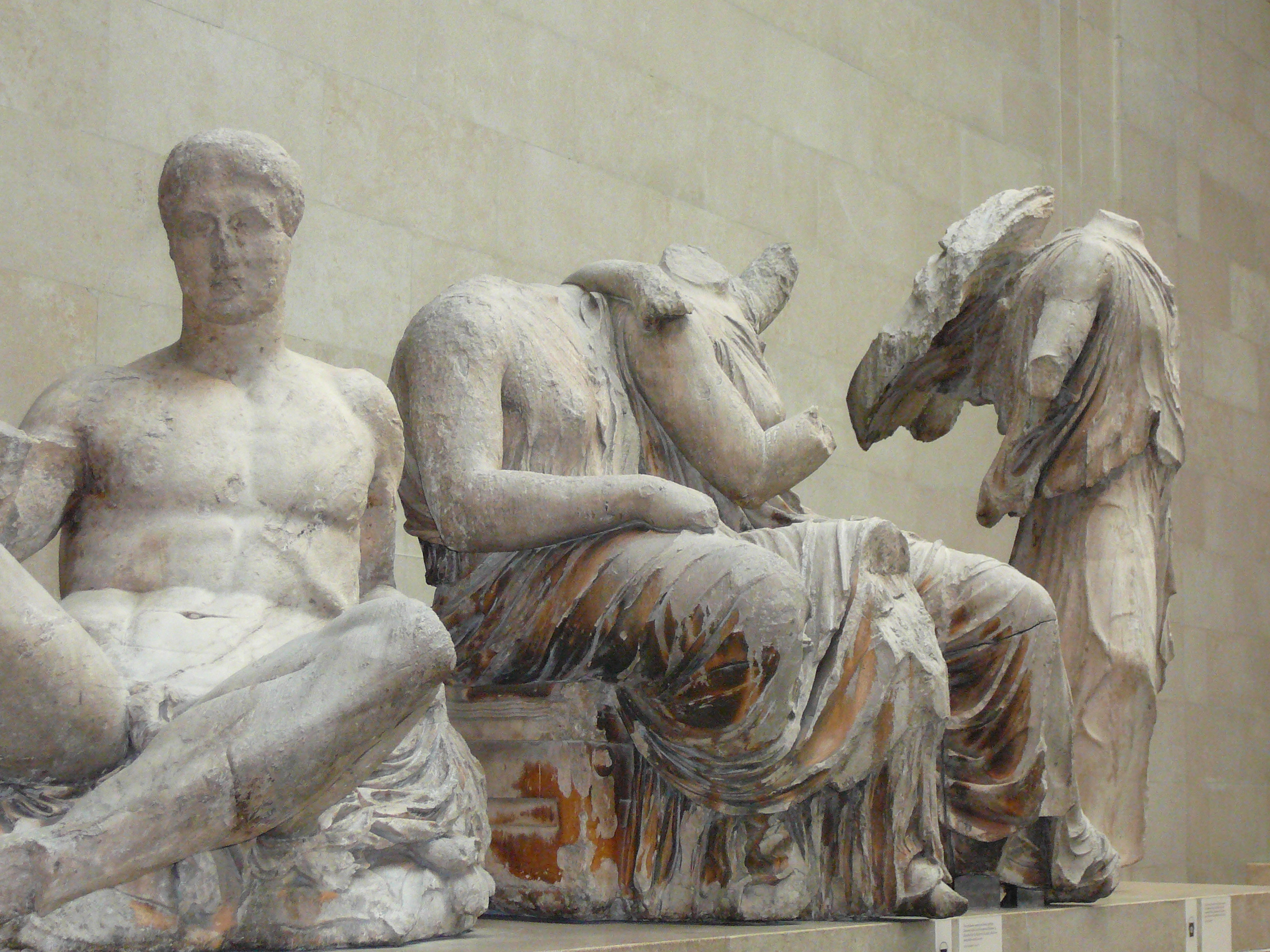
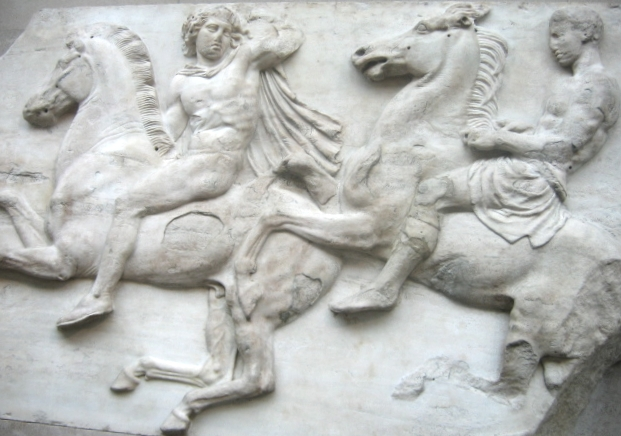
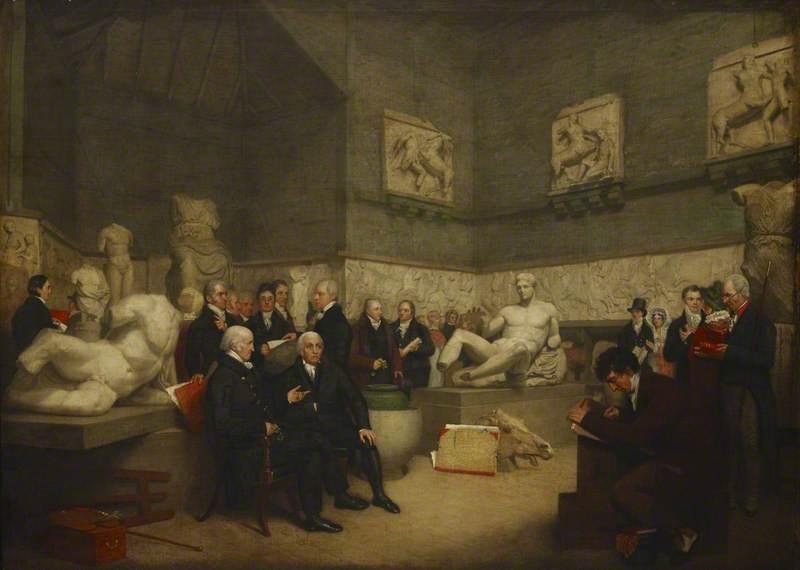
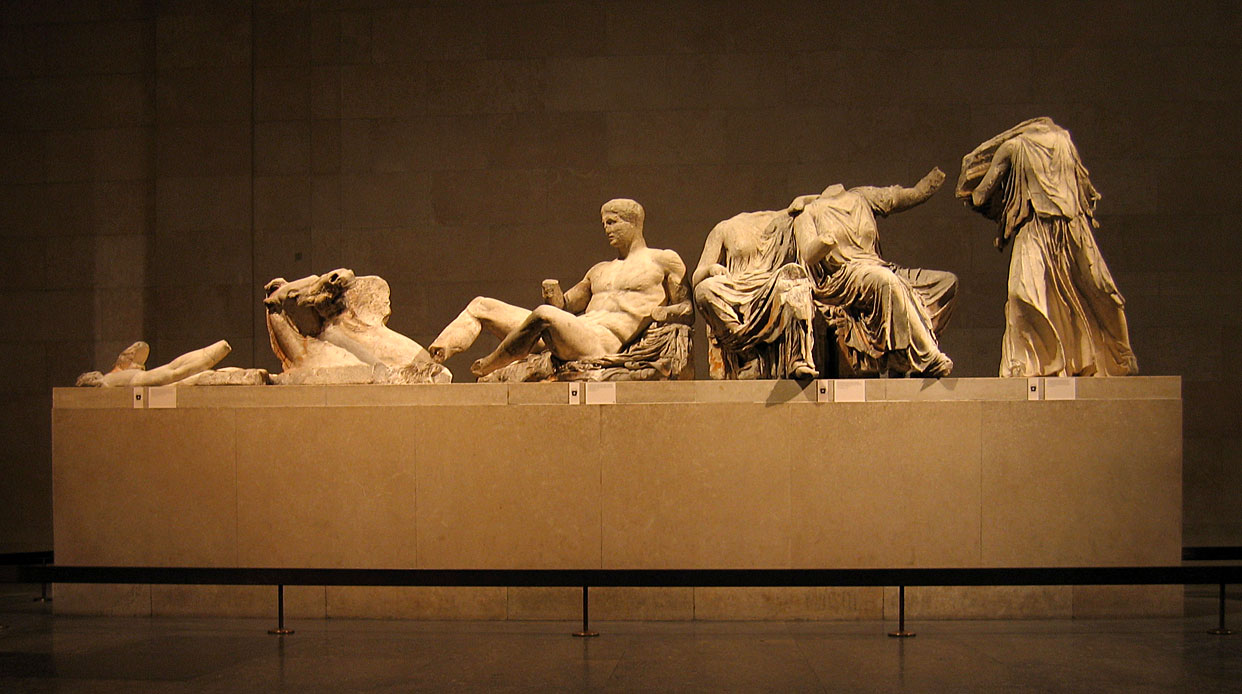
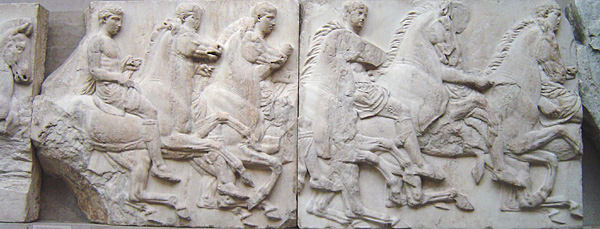
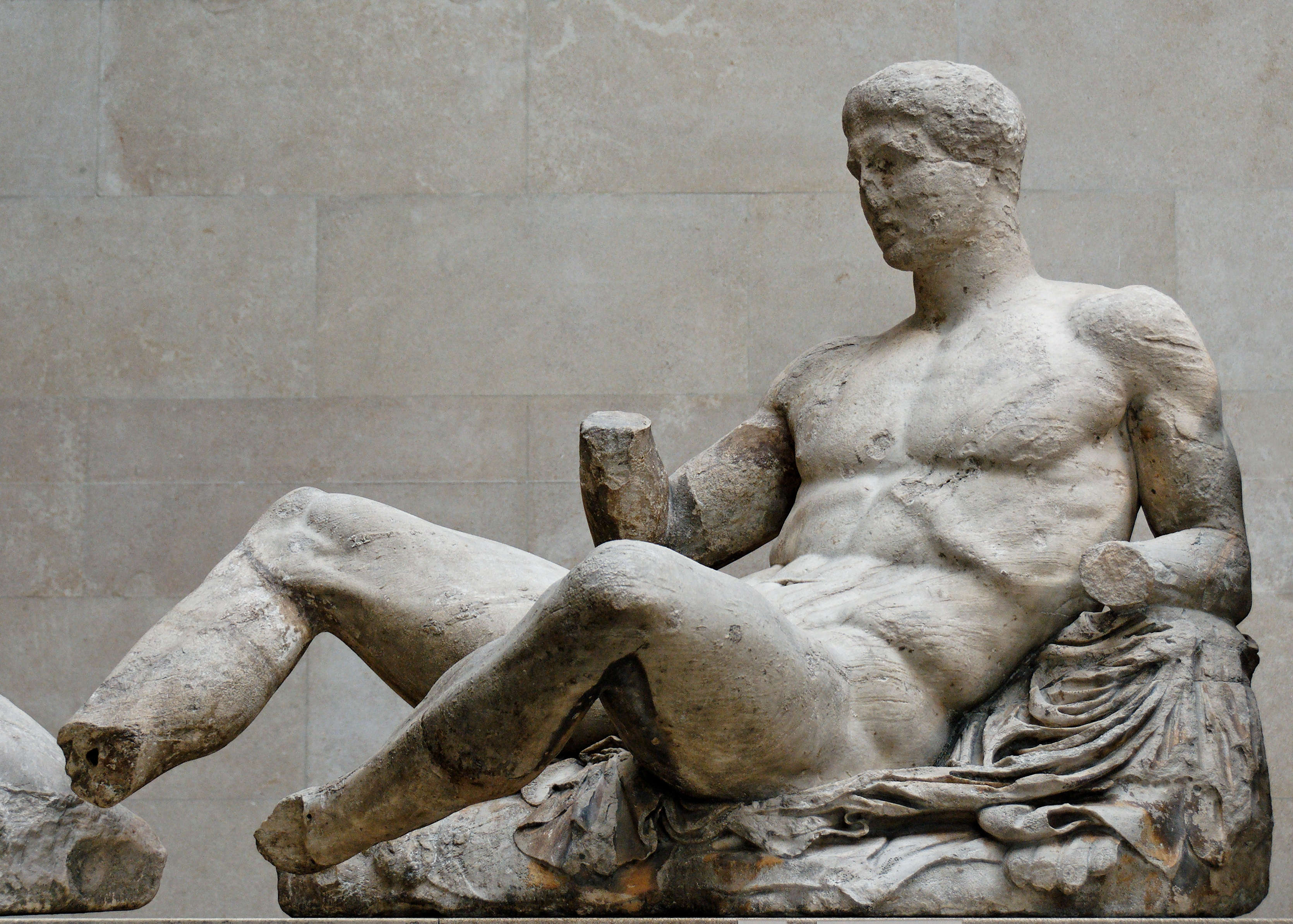